# 커라마이시
커라마이시(위구르어: قاراماي/قاراماي شەھرى 카라마이, 중국어 간체자: 克拉玛依市, 정체자: 克拉瑪依市, 병음: kèlāmǎyī shì)는 신장 위구르 자치구의 북쪽에 위치한 도시이다. 도시 명은 위구르어의 검은 석유를 의미하는 단어에서 유래되었다. 인구는 29만 명(2002년)이다.

## 지리
커라마이는 준가얼 분지에 위치한다. 기후는 건조하며 여름은 덥다. 기온은 -25 °C까지 떨어지기도 하고 40 °C까지 오르기도 한다.

### 기후
| Karamay (1971–2000)의 기후                | Karamay (1971–2000)의 기후 | Karamay (1971–2000)의 기후 | Karamay (1971–2000)의 기후 | Karamay (1971–2000)의 기후 | Karamay (1971–2000)의 기후 | Karamay (1971–2000)의 기후 | Karamay (1971–2000)의 기후 | Karamay (1971–2000)의 기후 | Karamay (1971–2000)의 기후 | Karamay (1971–2000)의 기후 | Karamay (1971–2000)의 기후 | Karamay (1971–2000)의 기후 | Karamay (1971–2000)의 기후 |
| 월                                        | 1월                        | 2월                        | 3월                        | 4월                        | 5월                        | 6월                        | 7월                        | 8월                        | 9월                        | 10월                       | 11월                       | 12월                       | 연간                       |
| ----------------------------------------- | -------------------------- | -------------------------- | -------------------------- | -------------------------- | -------------------------- | -------------------------- | -------------------------- | -------------------------- | -------------------------- | -------------------------- | -------------------------- | -------------------------- | -------------------------- |
| 역대 최고 기온 °C (°F)                    | 5.8 (42.4)                 | 12.9 (55.2)                | 24.9 (76.8)                | 35.6 (96.1)                | 39.5 (103.1)               | 40.7 (105.3)               | 44.0 (111.2)               | 42.7 (108.9)               | 39.1 (102.4)               | 29.9 (85.8)                | 20.2 (68.4)                | 9.5 (49.1)                 | 44.0 (111.2)               |
| 일평균 최고 기온 °C (°F)                  | −11.2 (11.8)               | −7.2 (19.0)                | 4.9 (40.8)                 | 18.9 (66.0)                | 26.3 (79.3)                | 31.8 (89.2)                | 33.9 (93.0)                | 32.1 (89.8)                | 25.3 (77.5)                | 14.8 (58.6)                | 2.6 (36.7)                 | −7.6 (18.3)                | 13.7 (56.7)                |
| 일일 평균 기온 °C (°F)                    | −15.4 (4.3)                | −11.7 (10.9)               | 0.1 (32.2)                 | 13.0 (55.4)                | 20.2 (68.4)                | 25.9 (78.6)                | 27.9 (82.2)                | 26.1 (79.0)                | 19.6 (67.3)                | 9.9 (49.8)                 | −1.3 (29.7)                | −11 (12)                   | 8.6 (47.5)                 |
| 일평균 최저 기온 °C (°F)                  | −18.9 (−2.0)               | −15.6 (3.9)                | −4.2 (24.4)                | 7.9 (46.2)                 | 14.9 (58.8)                | 20.5 (68.9)                | 22.6 (72.7)                | 20.8 (69.4)                | 14.6 (58.3)                | 5.7 (42.3)                 | −4.4 (24.1)                | −13.9 (7.0)                | 4.2 (39.5)                 |
| 역대 최저 기온 °C (°F)                    | −35.9 (−32.6)              | −34.3 (−29.7)              | −26.7 (−16.1)              | −10.4 (13.3)               | 2.1 (35.8)                 | 9.0 (48.2)                 | 12.3 (54.1)                | 8.2 (46.8)                 | −0.3 (31.5)                | −7.7 (18.1)                | −27.2 (−17.0)              | −34.3 (−29.7)              | −35.9 (−32.6)              |
| 평균 강수량 mm (인치)                     | 4.2 (0.17)                 | 2.1 (0.08)                 | 3.6 (0.14)                 | 6.6 (0.26)                 | 16.3 (0.64)                | 13.1 (0.52)                | 20.2 (0.80)                | 15.1 (0.59)                | 7.4 (0.29)                 | 5.6 (0.22)                 | 6.1 (0.24)                 | 5.3 (0.21)                 | 105.6 (4.16)               |
| 평균 강수일수 (≥ 0.1 mm)                  | 7.7                        | 4.5                        | 3.9                        | 4.4                        | 6.1                        | 6.9                        | 8.1                        | 6.9                        | 5.0                        | 3.7                        | 4.4                        | 8.9                        | 70.5                       |
| 평균 상대 습도 (%)                        | 78                         | 75                         | 57                         | 33                         | 30                         | 29                         | 31                         | 30                         | 32                         | 44                         | 63                         | 77                         | 48                         |
| 평균 월간 일조시간                        | 140.0                      | 159.7                      | 220.5                      | 258.8                      | 291.9                      | 295.8                      | 302.5                      | 298.1                      | 266.2                      | 221.5                      | 139.3                      | 99.8                       | 2,694.1                    |
| 가능 일조율                               | 50                         | 55                         | 60                         | 64                         | 64                         | 63                         | 64                         | 68                         | 71                         | 65                         | 49                         | 37                         | 61                         |
| 출처: China Meteorological Administration |                            |                            |                            |                            |                            |                            |                            |                            |                            |                            |                            |                            |                            |

## 행정 구역
4개의 시할구로 구성되어 있다.
시할구

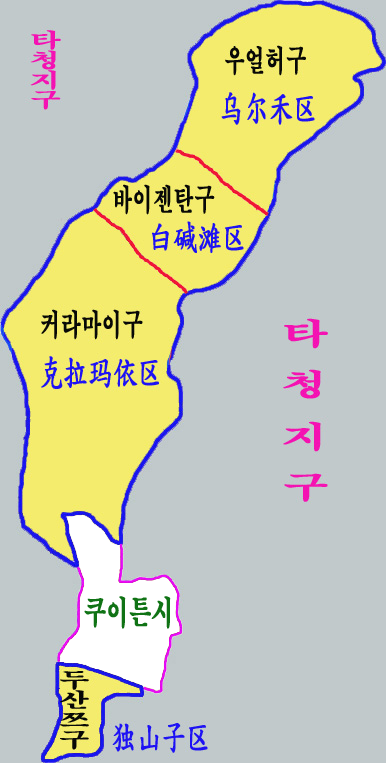
커라마이 시 현급 행정구역도

- 커라마이 구(커라마이 구)(위구르어: قاراماي رايونى, 중국어: 克拉玛依区)
- 바이젠탄 구(자란부라크 구)(위구르어: جەرەنبۇلاق رايونى, 중국어: 白碱滩区)
- 두산쯔 구(마이타그 구)(위구르어: مايتاغ رايونى, 중국어: 独山子区)
- 우얼허 구(오르쿠 구)(위구르어: ئورقۇ رايونى, 중국어: 乌尔禾区)

커라마이 시의 영토는 연결되어 있지 않다. 두산쯔 구(마이타그 구)는 란신 철도의 남쪽에 위치하고 중간에 일리카자흐자치주의 직할 현급시인 쿠이툰 시가 끼여서 북쪽의 다른 세 구들과 분리되어 있다. 커라마이 시와 쿠이툰 시는 모든 방향이 타청 지구에 의해 둘러싸인 월경지이다.

## 주민
커라마이 주민의 75%가 한족이지만 위구르족, 카자흐족, 몽골족도 거주하고 있다.

## 경제
1955년에 중국에서 가장 큰 유전 중 하나가 이곳에서 발견되었다. 이후 도시는 석유의 생산과 정제의 중심지로 성장하였다.
2008년 도시의 GDP는 661억 위안에 달했고 1인당 GDP는 242,391위안(35489달러)에 달했다. 1인당 GDP는 중국 659개 도시 중 1위를 차지했다.

## 커라마이 대화재
1994년 12월 8일 이곳에서 화재가 발생했다. 이 화재로 인해서 323명이 사망했다. 대다수가 초등학생과 중학생이었다.